# Trichosilia manifesta
Trichosilia manifesta är en fjärilsart som beskrevs av Morrison 1868. Trichosilia manifesta ingår i släktet Trichosilia och familjen nattflyn. Inga underarter finns listade i Catalogue of Life.